# Polynema longigaster
Polynema longigaster is een vliesvleugelig insect uit de familie Mymaridae. De wetenschappelijke naam is voor het eerst geldig gepubliceerd in 1956 door Soyka.